# 苏利尼奥讷
苏利尼奥讷（法語：Soulignonne，法語發音：[suliɲɔn]）是法国滨海夏朗德省的一个市镇，位于该省中部，属于桑特区。

## 地理
苏利尼奥讷（45°46'37"N, 0°47'11"W）面积14.31 平方千米，位于法国新阿基坦大区滨海夏朗德省，该省份为法国西部滨海省份，北起旺代省，西临大西洋，南至吉倫特省，东南接多爾多涅省，东北接德塞夫勒省接壤，东临夏朗德省。
与苏利尼奥讷接壤的市镇（或旧市镇、城区）包括：科尔姆鲁瓦亚勒、莱塞萨尔、尼约勒莱桑特、阿尔努河畔圣叙尔皮斯。

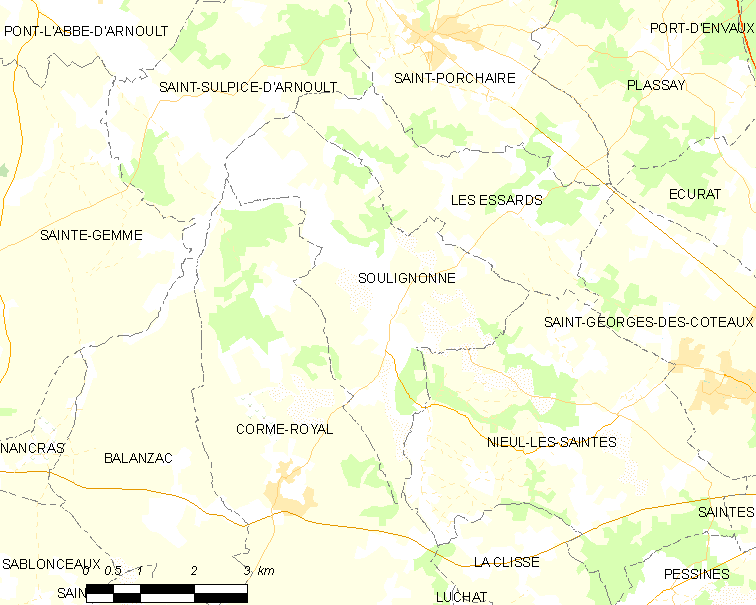
苏利尼奥讷的OSM定位图

苏利尼奥讷的时区为UTC+01:00、UTC+02:00（夏令时）。

## 行政
苏利尼奥讷的邮政编码为17250，INSEE市镇编码为17431。

## 政治
苏利尼奥讷所属的省级选区为圣波谢尔县。

## 人口

1962-2008年间苏利尼奥讷人口变化图示

苏利尼奥讷于2022年1月1日时的人口数量为742人。